# Club Deportivo Victoria
O Club Deportivo Victoria é um clube de futebol hondurenho com sede em La Ceiba e fundado em 1935.. 
A equipe compete no Campeonato Hondurenho de Futebol.